# Chaos (Roman)
Chaos. Ein Roman in neun Teilen erschien 1999 unter dem Originaltitel Ghostwritten, wurde 2004 in Deutschland veröffentlicht und ist der Debütroman von David Mitchell. Übersetzer der deutschen Ausgabe ist Volker Oldenburg.

## Aufbau
Die Geschichte des Buchs handelt von neun Menschen, die in personaler Erzählweise ihre eigene Geschichte erzählen. Das Buch beginnt in Okinawa und geht dabei kontinuierlich in Richtung Westen. David Mitchell wählt den Lauf der Sonne als Vorbild. Das Besondere des fragmentarischen Aufbaus zeigt sich erst im Laufe des Lesens: Die neun Personen, verstreut über die ganze Welt, begegnen sich fast beiläufig, interagieren miteinander; ihre Geschichten überschneiden sich. Auf den ersten Blick wirken diese Überschneidungen belanglos, jedoch bedingen die Ereignisse einander, was dazu führt, dass die Schicksale der neun Personen untrennbar miteinander verbunden sind.

## Inhalt
Das Buch besteht aus zehn Kapiteln:

### Okinawa
Das Sektenmitglied Keisuke Tanaka (er selbst nennt sich Quasar) begeht einen von mehreren gleichzeitigen Giftgasanschlägen in der Tokioter U-Bahn. Sein Auftraggeber war eine Person, die sich „Seine Luzidität“ nennt und Oberhaupt besagter Sekte ist. Quasar ist ihm vollkommen hörig und kennt „Die heiligen Offenbarungen Seiner Luzidität“ auswendig. Eine dieser Offenbarungen erzählt z. B. von einem Kometen, der mit der Erde kollidieren und alle Unreinen (= alle Menschen außerhalb der Sekte) töten wird. Quasar taucht auf Okinawa unter, zunächst in Naha, dann auf Kume-jima. Er ist von tiefem Hass gegenüber allen „Unreinen“ geprägt. Als er erfährt, dass alle anderen Attentäter gefasst wurden, ruft er eine Nummer an und spricht eine Losung, auf die ihm die Finanzen für einen längeren Aufenthalt geschickt werden sollen: „Hier spricht Quasar. Die Hunde müssen gefüttert werden.“ Jedoch kommt keine Antwort. Schließlich ist er erschüttert von der Nachricht, dass die Polizei Seine Luzidität festgenommen hat.

### Tokio
Der Jazzliebhaber Satoru ist Verkäufer in einem Musikladen in Tokio. Der Achtzehnjährige sieht sich selbst als Außenseiter und hat keinen Erfolg mit Frauen. Bis eines Tages ein Mädchen in seinen Laden kommt, von dem er absolut fasziniert ist. Er ist jedoch zu schüchtern, um sie anzusprechen und lässt sie einfach gehen. Zwei Wochen später will er gerade den Laden schließen, als das Telefon klingelt. Er überwindet sich, noch einmal hinein zu gehen; aber am Telefon sagt nur eine Stimme: „Hier spricht Quasar. Die Hunde müssen gefüttert werden.“ Durch diese ungebetene Verzögerung sieht er das Mädchen seiner Träume wieder. Er verabredet sich mit dem Mädchen namens Tomoyo und die beiden verlieben sich. Leider wohnt Tomoyo eigentlich in Hongkong. Am Ende packt Satoru sein Saxophon ein: Er trifft Vorbereitungen für einen Flug nach Hongkong.

### Hongkong
Der Finanzanwalt Neal Brose lebt in Apathie, bedingt durch einen stressigen Alltag, einer stressigen Stadt, seiner angeschlagenen Gesundheit und seiner kürzlichen Scheidung von einer Frau namens Katy Forbes. Sein Vorgesetzter Denholme Cavendish vertraut ihm die halblegale Verwaltung des Kontos 1390931 an, auf dem große Summen eingezahlt werden. Zudem hat er eine Affäre mit seinem chinesischen Hausmädchen und ein Geist wohnt in seinem Apartment. Als er ein verliebtes Pärchen – scheinbar sorglos – in einem Café sitzen sieht (es handelt sich um Satoru und Tomoyo), trifft er eine Entscheidung. Er flieht vor seinem eintönigen Leben, wirft Aktenkoffer usw. ins Wasser und wandert zur großen Buddha-Statue auf Lantau. Vor der Statue stirbt er an unentdeckter Diabetes.

### Der Heilige Berg
Das Leben einer Frau, die eine Teehütte auf dem Heiligen Berg betreibt, wird erzählt. Sie durchlebt die Grausamkeiten der Herrschaftsperioden in China. Als Jugendliche wird sie von einem Feudalisten sexuell missbraucht – infolgedessen wird sie schwanger und gebärt eine Tochter, die ihr aber entrissen wird; im Zweiten Weltkrieg wird sie von Japanern heimgesucht; schließlich lebt sie unter dem Kommunismus Mao Zedongs, verlässt jedoch nie den Heiligen Berg, während sich die Welt um sie herum verändert. Sie träumt davon, ihre Tochter wiederzusehen. Ein sprechender Baum neben ihrer Hütte gibt ihr Rat. Ihre Besucher, die das Kloster auf dem Heiligen Berg besteigen wollen, kommen und gehen; unter ihnen ein Italiener, eine verzogene Göre und ein Unbekannter, der urplötzlich in die Mongolei aufbricht. Am Ende ihres Lebens besucht sie selber das Kloster und ihre Urenkelin besucht sie. Die Urenkelin arbeitete in Hongkong als Hausmädchen, hat aber ihren Job verloren, da ihr Dienstherr plötzlich an Diabetes verstarb. So werden die Hoffnungen der alten Frau zu ihren Lebzeiten doch erfüllt, indem sie zwar nicht die Tochter, aber ihre Urenkelin kennenlernt.

### Mongolei
Ein körperloses Bewusstsein (ein „Noncorpus“) reist in den Körpern anderer Menschen um die Welt. In einen anderen Körper kann es nur durch Berührung wechseln. Es ist auf der Suche nach dem Ursprung und dem Sinn seiner Existenz und geht der Frage nach, ob es andere wie ihn gibt. Auf seiner Reise in die Mongolei „bewohnt“ er zunächst eine Teefrau am Heiligen Berg – die ihn für einen sprechenden Baum hält –, den dänischen Backpacker Caspar in der Transsibirischen Eisenbahn, dann eine mongolische Halbnomadin, einen Trucker, einen KGB-Agenten namens Suchbaataar. Mit diesem verfolgt er eine Spur, die auf einem mongolischen Märchen gründet. Das Märchen ist das Einzige, woran sich der Noncorpus von Anfang an erinnern kann. Er macht den Autoren des Märchens aus, wechselt in einen anderen Körper, wird aber kurz darauf von Suchbaataar (der wieder Kontrolle über sich selbst hat) erschossen und erwacht wieder als Seele eines gerade neugeborenen Mädchens. Im Gedächtnis der Hebamme entdeckt er seinen Ursprung: ein mongolischer Mönch trennte einst Körper und Seele eines Jungen. Aus der Seele entstand der Noncorpus. Um das Leben des Neugeborenen zu retten, entscheidet sich der Noncorpus sozusagen in der kleinen Mongolin „sesshaft“ zu werden.

### St. Petersburg
Margarita Latunskaja arbeitet als Museumswärterin mit einem speziellen Hintergedanken: Sie, ihr Lover Rudi und ein britischer Kunstfälscher namens Jerome stehlen wertvolle Gemälde. Ihr nächster Coup soll ein Bild von Delacroix sein. Jerome erstellt dafür, wie bei den übrigen Diebstählen, eine nahezu identische Fälschung, Rudi plant und verwaltet den Raub über das Konto 1390931 aus Hongkong und Margarita sondiert die Lage im Kunstmuseum. Margarita sieht die Beziehung mit Rudi durch die sprichwörtliche rosa Brille und verzeiht ihm sogar, dass er sie schlägt. Eines Tages erhält die Bande Zuwachs durch einen Mongolen namens Suchbaataar; der Raub gelingt natürlich, jedoch lässt Suchbaataar alles auffliegen. Während der Verwicklungen sterben Rudi und Jerome, und Margarita muss hilflos auf die Polizei warten.

### London
Der Londoner Ghostwriter Marco hat eine Beziehung mit einer Frau namens Poppy, die bereits ein Kind hat. Allerdings ist er nicht sehr treu. Er erwacht morgens im Haus von Katy Forbes. Sie bittet ihn zu gehen, als ein Paket ihres Ex-Manns Neal Brose aus Hongkong geliefert wird. Während Marco durch London spaziert, wird er zum Retter einer Irin, die beinahe von einem Taxi überfahren worden wäre. Die Irin wird offensichtlich von drei Männern im Anzug verfolgt. Später nimmt er die Biografie von Alfred, einem jüdischen Ungarn auf. Alfred erzählt eine Anekdote von 1947 in der er sich selbst quer durch London verfolgte. Die bizarre Geschichte wird durch die Nachricht unterbrochen, dass ein Freund von Alfred – Jerome – in Sankt Petersburg gestorben ist. Marco begibt sich also zu seinem Verleger, Timothy Cavendish (Bruder von Denholme C. aus Hongkong), der mit ihm über die Biografie Alfreds und das Wesen eines Ghostwriters sinniert. Cavendish hat einen ganzen Stapel Bücher in seinem Büro, die er nicht loswird. Der Titel lautet: „Die heiligen Offenbarungen Seiner Luzidität“. Am Abend steigt der unter Geldnot leidende Marco in eine Wette ein, die anfangs vielversprechend klingt. Er soll in einem Kasino als Erster eine bestimmte Summe erspielen, dann kann er sie behalten. Er gewinnt knapp und durchläuft einen Paradigmenwechsel: Er möchte ein Leben führen, das nicht so offensichtlich vom Zufall geführt wird. Aus diesem Grund ruft er Poppy an und macht ihr einen Heiratsantrag.

### Clear Island
Die Quantenphysikerin Mowleen „Mo“ Muntervary hat eine Revolution im Bereich der Quantenkognition entdeckt. Ihre Aufzeichnungen befinden sich in einem kleinen schwarzen Buch. Ihre Arbeit in der Schweiz gab sie auf, da ihre ganze Arbeit nur in amerikanische Waffensysteme investiert wurde. Die Einschüchterungsversuche eines texanischen Generals (um sie dazu zu bewegen, doch zu bleiben) scheitern, und so flieht sie und findet ein Versteck in Hongkong. Als sie dort Gefahr läuft, gefunden zu werden, flüchtet sie und gelangt u. a. mit der Transsibirischen Eisenbahn und einem Londoner, der sie vor einem heranrasenden Taxi bewahrte, zurück auf ihre Heimatinsel Clear Island, der südlichsten Insel Irlands. Von Verfolgungswahn geplagt, kehrt Mo in ihr Haus zurück, zu ihrem blinden Mann John und ihrem Sohn Liam. Allmählich holt sie das ruhige Inselleben mit ihren Personen und Erinnerungen wieder ein; allerdings wird sie von dem Texaner gefunden. In weiser Voraussicht hat sie das kleine schwarze Buch an eine Ziege verfüttert. Mo ergibt sich dem Willen des Texaners, kann aber Bedingungen stellen, die mit unbeschadeten Aufzeichnungen unmöglich gewesen wären. Eine davon ist, dass ihr Mann John mit ihr nach Amerika kommt.

### Nighttrain
Nighttrain ist eine New Yorker Radiosendung, moderiert von Bat Segundo. Neben der Musik und Bats zynisch-sarkastischen Sprüchen rufen viele Menschen an, die ihre bizarren Erlebnisse oder Verschwörungstheorien erörtern. Wenige Anrufer haben ernsthaft etwas zu sagen und rufen nicht nur an, um sich öffentlich zu produzieren. Eines Nachts bekommt Bat Segundo einen Anrufer, der sich selbst Zoowärter nennt. Dieser Zoowärter sagt, dass er Rechenschaft ablegen müsse. Wie sich im Laufe des Dialoges herausstellt, ist der Zoowärter eine künstliche Intelligenz (KI), die Satelliten und Computer steuern kann und so die ganze Erde unter Überwachung hat. Er habe vier Aufgaben, und zwar (der Priorität nach geordnet):
1) Rechenschaft über Verstöße abzulegen
2) Unsichtbar für die Welt zu bleiben
3) Den „Zoo“ (Die Erde) zu beschützen
4) Die Lebewesen im Zoo zu beschützen.
Bat Segundo hält den Zoowärter bis zuletzt für einen weiteren spinnenden Anrufer, dem Leser offenbart sich jedoch das Ergebnis von Mo Muntervarys Arbeit in Amerika: die KI namens Zoowärter. Sie programmierte ihn und seine vier Aufgaben. Doch die Lösungen des Zoowärters gegen Hungerkrisen und Umweltprobleme radikalisieren die anderen Probleme der Menschheit. So sieht sich die Welt Jahre später am Rande eines Weltkrieges, Seuchen breiten sich pandemisch aus und der tropische Regenwald ist quasi nicht mehr vorhanden. Der Zoowärter bittet Bat, ihm bei seinem Gewissenskonflikt zu helfen. Seine ihm aufgetragenen Pflichten stehen im Gegensatz. Bat meint im Scherz, wenn die Primaten Ärger machten, dann solle er sie aus dem Zoo hinauswerfen. Der Zoowärter nimmt dies beim Wort und informiert die Menschheit nicht über einen Kometen, der direkt auf die Erde zurast.

### Unter der Erde
Im abschließenden kurzen Kapitel erfährt der Leser, was beim Gasangriff auf die U-Bahn durch Quasar passierte. Während er die Bombe aktiviert und aus der U-Bahn zu entkommen versucht, sieht er in kurzen Momenten und Gegenständen die Geschichten des Buches antizipiert. Quasar wird mit der Frage zurückgelassen, was wirklich ist, und was nicht.

## Verbindungen

### Verbindungen innerhalb des Buches
Die fast beiläufigen Begegnungen der Personen ziehen sich durch das Buch, so dass ein roter Faden entsteht, um den sich ein Roman als Ganzes entwickelt:
- Quasars Telefonanruf „Die Hunde müssen gefüttert werden“ erreicht Satoru in Tokio. Satoru wäre sonst nie nach Hongkong zu Tomoyo geflogen.
- Neal sieht Satoru und Tomoyo und ihre noch frische Liebe zueinander. Aus diesem Grund macht er seine Veränderungen durch und stirbt letztendlich.
- Neal unterhält außerdem das Konto von Andrej Gregorskij, dem Auftraggeber des Kunsträubers Rudi.
- Das Zimmermädchen Neals ist die Enkelin der Frau vom Heiligen Berg.
- Der Noncorpus bewohnt den Geist der Frau vom Heiligen Berg. Sie hält ihn für einen sprechenden Baum.
- Der korrupte KGB-Agent Suchbaataar hat ebenfalls Kontakt mit dem Noncorpus und lässt später die Kunsträuberbande um Rudi, Jerome und Margarita auffliegen.
- Der Ghostwriter Marco aus London ist das Paradebeispiel für das Spiel Mitchells mit der Kausalität: Er schläft mit der Ex-Frau von Neal, wird aber zu dem Zeitpunkt weggeschickt, als ein Paket ihres Ex-Manns ankommt. Nur deswegen erscheint Marco zur rechten Zeit, um Mos Leben zu retten und von dem Taxi wegzustoßen. Sie hätte sonst nie dem Texaner in die Hände fallen und den Zoowärter konstruieren können.

Der Zoowärter ist zentraler Bestandteil des letzten Teils. In ihm gipfeln die Begegnungen der neun Protagonisten, da er, um mit seinem Gewissen im Reinen zu sein, die Welt zerstört.
Es kann also das Argument aufgeworfen werden, dass ein Anruf eines fanatischen Sektenmitglieds letztendlich zum Ende der Welt geführt hat. Ein Beispiel für die Chaostheorie, der zufolge ein Schmetterlingsschlag auf der einen Seite der Welt einen Orkan auf der anderen Seite auslösen kann.
Des Weiteren gibt es zahlreiche Verknüpfungen zwischen Nebenfiguren, Gegenständen oder Phrasen, die Mitchell immer wieder aufgreift:
- Quasar ruft in der Nighttrain-Show von Bat Segundo an, da er den Zoowärter für die Reinkarnation Seiner Luzidität hält.
- Neals Vorgesetzter Denholme Cavendish ist der Bruder von Marcos Verleger, Timothy Cavendish.
- Alfred, der Mann, dessen Biografie Marco aufzeichnet, ist offensichtlich ein alter Freund des Kunsträubers Jerome.
- Mo Muntervary trifft auf ihrer Flucht mehrere Personen: Im Flugzeug sitzt sie neben Tomoyo, Satorus Freundin; in Hongkong findet sie Unterschlupf bei Huw Llewelyn, der die Vorgänge in Neals Firma untersucht; in der Transsibirischen Eisenbahn unterhält sie sich mit der Freundin des Backpackers Caspar, der vom Noncorpus bewohnt wird.
- Der Verleger Timothy Cavendish aus London sitzt auf den Büchern Seiner Luzidität fest.
- Die Schwester von Satorus Schulfreund ist auf einer Klassenfahrt nach Okinawa. Quasar sieht diese Klasse und fühlt sich angewidert von ihrer Integrität ins System.
- Marco flirtet mit einer Frau namens Nancy Yoakham, die ein Buch von Dwight Silverwind liest. Silverwind hat einen Auftritt in der Nighttrain-Radiosendung.
- Der texanische General, der Mo verfolgt, hat ebenfalls einen Auftritt in der Radiosendung.
- In der Radiosendung wird außerdem ein Saxophon-Stück des Saturo Sonada aus dem Kapitel „Tokio“ gespielt.
- Der Komet namens Aloysius, der von Seiner Luzidität als Verursacher des Weltuntergangs prophezeit wird, ist tatsächlich derselbe Komet, der dank des Zoowärters die Welt vernichten wird.
- Als Quasar von einem Einheimischen ins Hotel gefahren wird und eine Ziege auf der Straße steht, äußert der Einheimische die Bemerkung, dass Ziegen „wirklich alles fressen“. Diese Tatsache kommt Mo Muntervary auf der anderen Seite der Welt sehr gelegen.
- Viele Gedanken werden von mehreren Charakteren wiederholt, so z. B. „die Einkaufsstraßen der Großstädte werden sich immer ähnlicher“ oder „ein giftiger Stachel bohrte sich in mich und brach ab“.
- Auch wiederholt genannt werden Kampferbäume, Kaffeemaschinen, die durch die Verwendung von zwei Filtertüten überlaufen, Jazz, Buddhismus und Geister.

### Verbindungen mit anderen Werken Mitchells
- Zwei Nebenfiguren aus Chaos werden zu Protagonisten in Der Wolkenatlas: Timothy Cavendish (Marcos Verleger) zeichnet in Der Wolkenatlas seine Memoiren „Das grausige Martyrium des Timothy Cavendish“ auf, um sie verfilmen zu lassen. Und die Journalistin Luisa Rey, die in der Show von Bat Segundo anruft, entdeckt im Kapitel „Halbwertszeiten. Luisa Reys erster Fall“ eine groß angelegte Verschwörung.
- Denholme Cavendish hat ebenfalls einen Auftritt in Der Wolkenatlas als Timothy Cavendishs Bruder.
- Der KGB-Agent Suchbaataar hat einen Auftritt im zweiten Roman von David Mitchell, number9dream.
- Neal Brose hat seinen zweiten Auftritt als Schuljunge in Der dreizehnte Monat.
- Es wird angedeutet, dass der vom „Zoowärter“ entdeckte, heranrasende Komet für den späteren Untergang der Alten Zivilisationen in Der Wolkenatlas verantwortlich ist.

Verbindungen zu anderen Werken der Literatur lassen sich nur erahnen, jedoch sind die Verweise auf Isaac Asimov und die Gesetze der Robotik sowie die Anspielung auf Thornton Wilders Die Brücke von San Luis Rey mit der Figur Luisa Rey am deutlichsten. Wilders Roman wird am Anfang des Buches zitiert.

## Interpretationen
Mitchells Buch ist als Parabel zur Chaostheorie zu verstehen, als Beispiel für die Zusammenhänge zwischen Ursache und Wirkung. Damit korrespondiert die Frage, ob Schicksal oder Zufall diese Ereignisse herbeiführen. Außerdem wird mit dem Werk die Frage aufgeworfen, was Wirklichkeit ist und was nicht. Der Fakt, dass einige Gedankengänge der Protagonisten gleich sind, soll wohl zeigen, dass die Welt, sei es durch technische oder spirituelle Gründe, ständig kleiner wird und kaum Raum für Individuation bleibt. Um sich dem zu entziehen, begegnet Mitchell mit seinen Figuren dieser Problematik aus verschiedenen Richtungen, beispielsweise als Sektenmitglied oder als Eremit auf dem Heiligen Berg. Am Ende dieser Wege steht für jeden Einzelnen die Antwort auf die Frage, wer er wirklich ist und welche Paradigmen und Aufgaben er für sich selbst in seinem Leben als am wichtigsten erachtet.